# الکسیس هورن باکل
الکسیس هورن باکل (انگلیسی: Alexis Hornbuckle؛ زادهٔ ۱۶ اکتبر ۱۹۸۵) بازیکن بسکتبال اهل ایالات متحده آمریکا است.
از باشگاه‌هایی که در آن بازی کرده‌است می‌توان به فینکس مرکوری اشاره کرد.
وی در مسابقات کشوری و بین‌المللی در مجموع برندهٔ ۱ مدال طلا شده‌است.